# Eltzer Hof (Thionville)

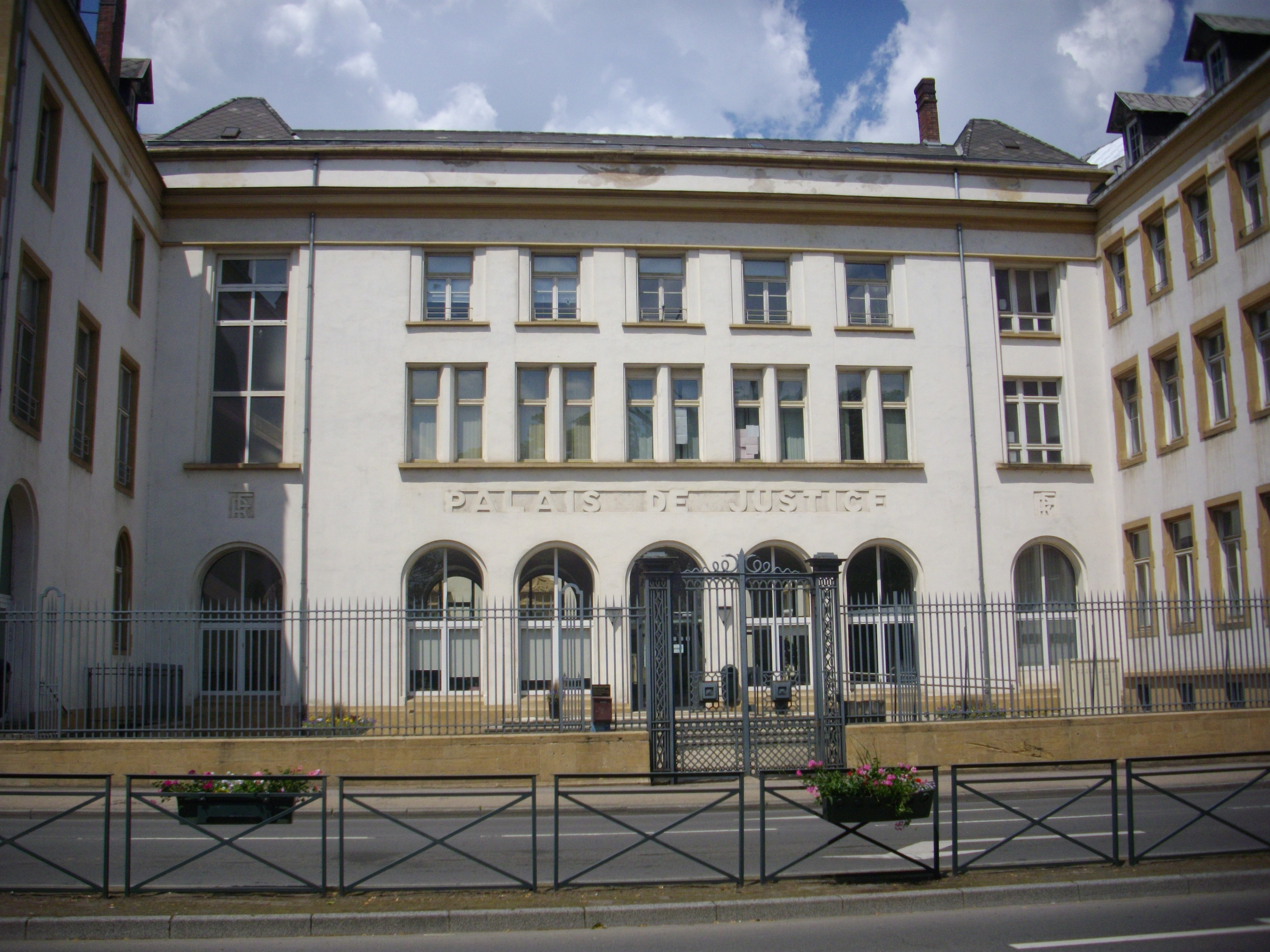

Der Eltzer Hof am „Place du Château“ ist heute der Justizpalast von Thionville. Er ist seit 27. Mai 1980 zur Registrierung als Monument historique vorgesehen.
Bernard von Eltz ließ das Gebäude 1551 im Luxemburger Renaissancestil erbauen. Von der ursprünglichen Bausubstanz blieben der Bau der Torhalle mit zwei Gewölbebogen, drei Fenster im Erdgeschoss an der Hauptfassade, die Keller und ein großer Gewölberaum (aktuell Gerichtssaal des Landgerichts) erhalten. Deren Gewölberippen erinnern an viele der Zimmer in der ersten Etage des Tour aux Puces, um 1583 und 1586.
Der Eltzer Hof wurde im Jahr 1899 von den „Schwestern von der Göttlichen Vorsehung“ gekauft, um darin ein Mädcheninternat unterzubringen. Ab 1903 wurde das Internat mit dem Bau der neugotischen Gebäude am Ufer der Mosel erweitert. Im Jahr 1914 erwarben die Schwestern ein Nachbarhaus („Place du Château“). Der Diedenhofener Architekt Loosen entwarf ein Restrukturierungsprojekt zur Installation eines Treppenhauses im alten Hof von No. 10 und eine Kapelle im Gewölberaum des Erdgeschosses. Im Jahr 1919 wurde die Ausführung, im Jahr 1914 durch den Krieg verschoben, beendet. Im selben Jahr wurde das 1903 errichtete Gebäude um eine Etage aufgestockt. Im Jahr 1934 beantragten die Schwestern den Bau eines neuen Internats auf dem Gelände des jetzigen Raviller Hofes direkt gegenüber. 1939 wurde das Justizgebäude eingerichtet. Die Sanierung der Gebäude für diesen Zweck erfolgte durch den Gemeindearchitekten Le Chevalier. Um 1950 wurden die Fassaden auf dem Schlosshof wiederhergestellt.